# Resolutie 1197 Veiligheidsraad Verenigde Naties
Resolutie 1197 van de Veiligheidsraad van de Verenigde Naties werd op 18 september 1998 unaniem aangenomen. De Veiligheidsraad vroeg een betere samenwerking tussen de Verenigde Naties en de Organisatie van Afrikaanse Eenheid (OAE) inzake vredeshandhaving.

## Achtergrond
Midden jaren 1990 waren op het Afrikaanse continent verscheidene gewapende conflicten ontstaan of nog gaande. Zo onder meer in Angola, Burundi, de Centraal-Afrikaanse Republiek, Rwanda, de Westelijke Sahara en Zaïre. Vele andere landen op het continent hadden recent een conflict achter de rug.

## Inhoud
De Veiligheidsraad overwoog opnieuw de aanbevelingen in een rapport van secretaris-generaal Kofi Annan over de oorzaken van conflicten en de promotie van duurzame vrede en ontwikkeling in Afrika in verband met de versterking van wapenembargo's en het onbeschikbaar maken van wapens.
De secretaris-generaal werd gevraagd de OAE te helpen met het opzetten van een waarschuwingssysteem en logistieke teams naar VN-model en een crisisbeheerscentrum en de lidstaten met de verdere ontwikkeling van de algemeen aangenomen standaarden voor vredeshandhaving. Partnerschappen tussen landen en regionale organisaties betrokken in vredesoperaties werden aangemoedigd.
Binnen de OAE zou een VN-verbindingskantoor worden opgezet voor OAE-vredesmachten. Ook werd de verbetering van de samenspraak en coördinatie tussen beide organisaties aangemoedigd en kon daartoe eventueel een gezamenlijke Speciale Vertegenwoordiger worden aangeduid.
Lijst ·  1147 ·  1148 ·  1149 ·  1150 ·  1151 ·  1152 ·  1153 ·  1154 ·  1155 ·  1156 ·  1157 ·  1158 ·  1159 ·  1160 ·  1161 ·  1162 ·  1163 ·  1164 ·  1165 ·  1166 ·  1167 ·  1168 ·  1169 ·  1170 ·  1171 ·  1172 ·  1173 ·  1174 ·  1175 ·  1176 ·  1177 ·  1178 ·  1179 ·  1180 ·  1181 ·  1182 ·  1183 ·  1184 ·  1185 ·  1186 ·  1187 ·  1188 ·  1189 ·  1190 ·  1191 ·  1192 ·  1193 ·  1194 ·  1195 ·  1196 ·  1197 ·  1198 ·  1199 ·  1200 ·  1201 ·  1202 ·  1203 ·  1204 ·  1205 ·  1206 ·  1207 ·  1208 ·  1209 ·  1210 ·  1211 ·  1212 ·  1213 ·  1214 ·  1215 ·  1216 ·  1217 ·  1218 ·  1219